# Breze Peak
Der Breze Peak (englisch; bulgarisch връх Брезе wrach Brese) ist ein 1450 m hoher und größtenteils vereister Berg in den Havre Mountains im Norden der Alexander-I.-Insel westlich der Antarktischen Halbinsel. Er ragt 11,2 km südöstlich des Mount Pontida, 13,15 km südsüdöstlich des Mount Newman, 22,5 km westlich des Mount Sanderson und 17,37 km nordnordwestlich der zentralen Erhöhung der Landers Peaks auf. Das Russian Gap liegt nordöstlich und der Foreman-Gletscher westlich von ihm.
Britische Wissenschaftler kartierten ihn 1971. Die bulgarischen Geologen Christo Pimperew und Borislaw Kamenow besuchten ihn am 8. Januar 1988 gemeinsam mit Philip Nell und Peter Marquis vom British Antarctic Survey. Die bulgarische Kommission für Antarktische Geographische Namen benannte ihn 2017 nach Ortschaften im Süden und Westen Bulgariens.